# Rasnichneumon

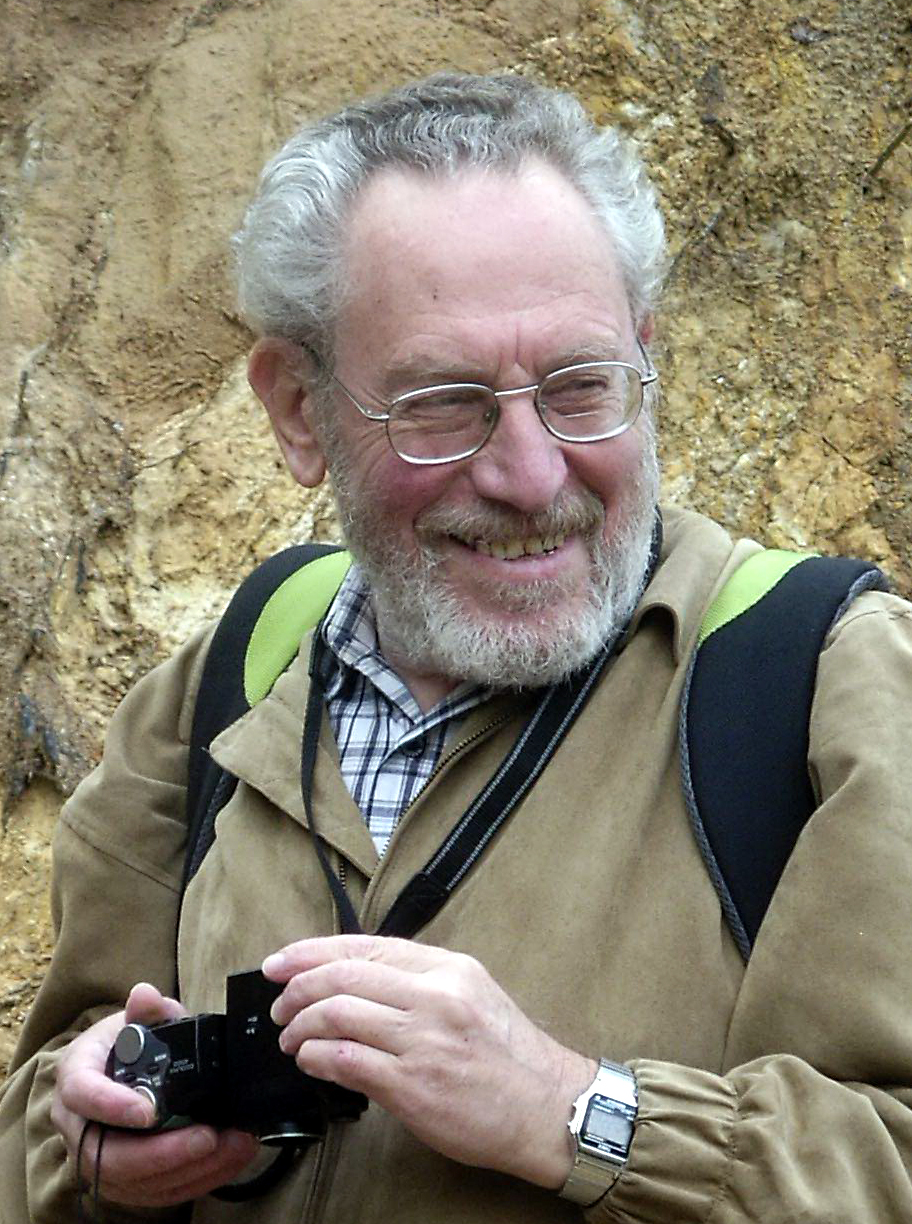
Род Rasnichneumon был назван в честь Александра Павловича Расницына.

Rasnichneumon (лат.) — ископаемый род наездников-ихневмонид из подсемейства Novichneumoninae (Ichneumonidae). Бирманский янтарь, Мьянма, меловой период, возраст находок 99 млн лет.

## Описание
Мелкие наездники. Длина переднего крыла около 2,0 мм. Отличается следующими признаками: антенна нитевидная, с 11 — 13 члениками жгутика; пронотум удлиненный; переднее крыло с 1-Rs, выходящей из C+Sc+R задолго до основания птеростигмы; ареола открытая, без следов r-m, 2-Rs такой же длины или короче 2+3-M, сходятся под отчетливо тупым углом. Заднее крыло с 1-Rs не более чем вдвое длиннее толщины, нервеллюс не прерывистый, 2-Cu отсутствует. Яйцеклад 0,3-0,5× длины переднего крыла, без дорсальной выемки, вентральный клапан мягко зазубрен.
Род был впервые описан в 2021 году гименоптерологом Дмитрием Копыловым (Палеонтологический институт РАН, Москва, Россия) с соавторами из Китая. Сходен с ископаемыми родами и видами из подсемейства †Novichneumoninae: †Heteroichneumon rasnitsyni, †Heteropimpla pulverulenta, †Rogichneumon braconidicus. Родовое название Rasnichneumon дано в честь крупного российского энтомолога Александр Павловича Расницына (Палеонтологический институт РАН, Москва).
- †Rasnichneumon alexandri
- †Rasnichneumon gibbosus[4]
- †Rasnichneumon gracilis
- †Rasnichneumon klopfsteinae[4]
- †Rasnichneumon nevergo[5]